# Acholeplasma laidlawii
Acholeplasma laidlawii è una specie di batterio appartenente alla famiglia delle Acholeplasmataceae.